# مگس گل (سرده)
مگس گل (سرده) (نام علمی: Anthomyia) نام یک سرده از تیره مگس‌های خانگی است.